# U20日本陸上競技選手権大会
U20日本陸上競技選手権大会（アンダー・20にほんりくじょうきょうぎせんしゅけんたいかい）は、日本の陸上競技大会。大部分の種目は6月に日本陸上競技選手権大会と併催されている。2016年までの名称は日本ジュニア陸上競技選手権大会であった。

## 参加資格
開催年度日本陸上競技連盟登録者で、下記のいずれかに該当し、開催年12月31日時点で満16歳以上20歳未満の、日本国籍を有する競技者または日本で生まれ育った外国籍競技者（2022年）。
- 参加標準記録を突破した競技者
- 連盟強化委員会強化育成部の承認競技者

高校生、社会人、大学生（1年生と、2年生の早生まれ。※いずれも実学年ではなく満年齢で区分）が一堂に会し、大会名から分かる通り基準日に未成年である者の中から日本一を決める大会である。
2017年のU18日本選手権（実質的な高校1・2年生大会）にU18日本記録保持者（早生まれの高3）が不出場となった事態を受けて、翌2018年から複数大会の統一ルールとして出場資格が生年別に変更された。
| 年     | 出場資格                                                                    | 備考                                                              |
| ------ | --------------------------------------------------------------------------- | ----------------------------------------------------------------- |
| 2016年 | 1998年1月1日〜2001年4月1日生                                                | 1999年早生まれ（高3）は高3クラス 2001年早生まれ（高1）は高1クラス |
| 2017年 | 「U20」1998年1月1日～2002年4月1日生 「U18」2000年4月2日～2002年4月1日生     | 2000年早生まれ（高3）はU20 2002年早生まれ（高1）は資格なし        |
| 2018年 | 「U20」1999年1月1日～2002年12月31日生 「U18」2001年1月1日～2002年12月31日生 | 2001年早生まれ（高3）はU18 2003年早生まれ（高1）は資格なし        |

## 歴史
1970年、ジュニア陸上競技選手権大会を国立競技場で開催。
2007年より、新設された日本ユース陸上競技選手権大会（現・U18日本選手権）と同時開催されることになり、大会全体の名称は日本ジュニア・ユース陸上競技選手権大会となった。それに伴い、開催時期が夏から秋に変更された。
2009年より長距離・競歩は別開催となり、ジュニアオリンピックも兼ねて5月に石川県西部緑地公園陸上競技場で開催される（ジュニア選抜競歩石川大会も併催）。
2017年より大会名がU20日本陸上競技選手権大会に改称。ジュニアとユースをそれぞれU20・U18と呼び変える世界的な傾向に従う。
2021年から日本選手権との併催のため6月に変更された。なお、U18はU16と併催となった。

## 競技種目
トラック&フィールド競技の男女各18種目計36種目が実施される。
- 100m
- 200m
- 400m
- 800m
- 1500m
- 3000m
- 5000m

- 110mH（男子のみ）
- 100mH（女子のみ）
- 400mH
- 3000mSC
- 走高跳
- 棒高跳

- 走幅跳
- 三段跳
- 砲丸投
- 円盤投
- ハンマー投
- やり投

また、以下の種目は別の日程・会場で実施する（いずれも同種目の日本選手権と併催）。
- 混成種目 - 日本陸上競技選手権大会混成競技（6月）
- クロスカントリー - 日本陸上競技選手権大会クロスカントリー競走（2月または3月）